# Selim III.
Selim III. (24. prosinca 1761. – 28. srpnja 1808.) osmanski sultan
Selim III. postaje sultan 7. travnja 1789. godine nakon smrti rođaka Abdul Hamida I.
Želja za reformama kod ovog vladara je isto kao kod prethodnika bila izražena, ali bez prijašnje želje za mirom. U ratove on uvlači Osmansko carstvo i kad ne treba i kad treba. Na kraju njegova objava rata Rusiji u prosincu 1807. godine dovodi do zavjere u Istanbulu koja ga ruši. Tijekom njegove vladavine dolazi do uspješnog Prvog srpskog ustanka koji će biti ugušen tek od njegovih nasljednika.
U puču koji slijedi Selim III. je 1807. srušen, a na njegovo mjesto se postavlja nesposobni Mustafa IV.
Ostatak svog kratkog života Selim III. provodi u zatvoru gdje ga dočekuje smrtna presuda Mustafu IV. koji naređuje njegovo pogubljenje u strahu od tada aktivne pobune. 
| Prethodnik:    | Vladar Osmanskog Carstva (1789. – 1807.) | Nasljednik: |
| Abdul Hamid I. | Vladar Osmanskog Carstva (1789. – 1807.) | Mustafa IV. |